# Zeitschrift zum Innovations- und Technikrecht
Die Zeitschrift zum Innovations- und Technikrecht (InTeR) ist eine juristische Fachzeitschrift für Rechtswissenschaft und Rechtspraxis schwerpunktmäßig mit Beiträgen zum Recht des geistigen Eigentums, dem Recht moderner Technologien sowie zu Rechtsfragen der Digitalisierung.

## Geschichte
Die Erstausgabe erschien 2013. Damit bezeichnet sich InTeR als „älteste deutsche juristische Fachzeitschrift“, die technologierechtliche und innovationsrechtliche Themen gleichermaßen adressiere.

## Zielgruppe
Die Zeitschrift richtet sich an Rechtswissenschaftler, Berufsträger aus der juristischen Praxis und Studenten der Rechtswissenschaft ebenso wie Berufsträger und Studenten in nicht-juristischen Berufen bzw. Studiengängen.

## Inhalte

Sie ist interdisziplinär angelegt, möchte den Austausch zwischen Rechts-, Technik- und Wirtschaftswissenschaften fördern und wird in Verbindung mit dem Verein Deutscher Ingenieure herausgegeben. Daher stammen zahlreiche in der InTeR abgedruckte Beiträge von multidisziplinär besetzten Autorenteams. Ein  kommentierter Report aktueller Rechtsprechung zum Innovations-, Technik- und Digitalisierungsrecht stellt eine  wiederkehrende Rubrik dar.

## Herausgeber und Beirat
Die drei Herausgeber sind Jürgen Ensthaler, Dagmar Gesmann-Nuissl und Stefan Müller.
Der Herausgeberbeirat setzt sich zusammen aus Wilhelm-Albrecht Achilles, Hans-Jürgen Ahrens, Udo di Fabio, Lars Funk, Roman Reiss, Philipp Reusch, Franz Jürgen Säcker, Klaus Schülke, Christian Steinberger, Walther C. Zimmerli.